# Watertoren (Sint Jansklooster)
De watertoren in Sint Jansklooster is gebouwd in 1931-1932 door Waterleiding Maatschappij Overijssel (W.M.O.). De watertoren heeft een hoogte van 45,7 meter en een waterreservoir van 400 m³. De toren is qua vormgeving verwant aan de watertorens van Steenwijkerwold en Raalte. In 2011 werd de toren door waterleidingbedrijf Vitens aan de non-profitorganisatie BOEi (De Nationale Maatschappij tot Behoud, Ontwikkeling en Exploitatie van Industrieel Erfgoed) overgedragen. Architectenbureau Zecc maakte een plan de toren te restaureren en te herbestemmen tot uitkijktoren. Vanuit vier ramen kijkt de bezoeker uit over Steenwijk, Emmeloord, Zwolle en Meppel. Het plan wordt uitgevoerd door aannemingsbedrijf Jurriëns Noord.